# Coleophora ventadelsolella
Coleophora ventadelsolella is een vlinder uit de familie kokermotten (Coleophoridae). De wetenschappelijke naam is voor het eerst geldig gepubliceerd in 1981 door Wolfgang Glaser.
De soort komt voor in Europa.